# Neoseiulus cydnodactylon
Neoseiulus cydnodactylon är en spindeldjursart som först beskrevs av A.M.El-Tabey Shehata och Zaher 1969.  Neoseiulus cydnodactylon ingår i släktet Neoseiulus och familjen Phytoseiidae. Inga underarter finns listade i Catalogue of Life.